# Rochecorbon
Rochecorbon é uma comuna francesa na região administrativa do Centro, no departamento Indre-et-Loire. Estende-se por uma área de 17,1 km². Em 2010 a comuna tinha 3 219 habitantes (densidade: 188,2 hab./km²).